# Belenois raffrayi
Belenois raffrayi är en fjärilsart som först beskrevs av Charles Oberthür 1878.  Belenois raffrayi ingår i släktet Belenois och familjen vitfjärilar. IUCN kategoriserar arten globalt som livskraftig.
Artens utbredningsområde är Etiopien. Inga underarter finns listade i Catalogue of Life.